# Schillerhaus (Oberkochen)

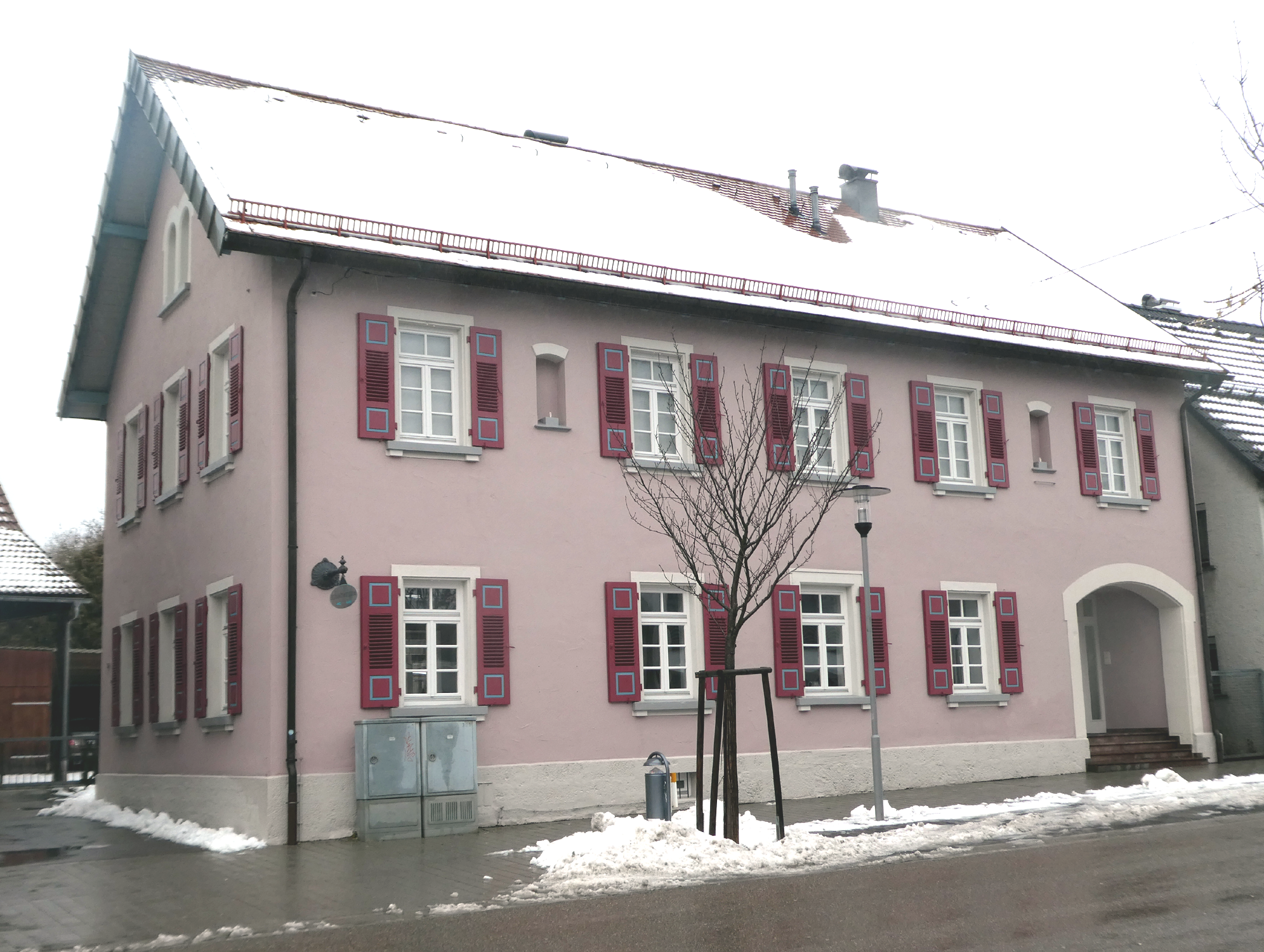
Schillerhaus in der Aalener Straße 19 in Oberkochen

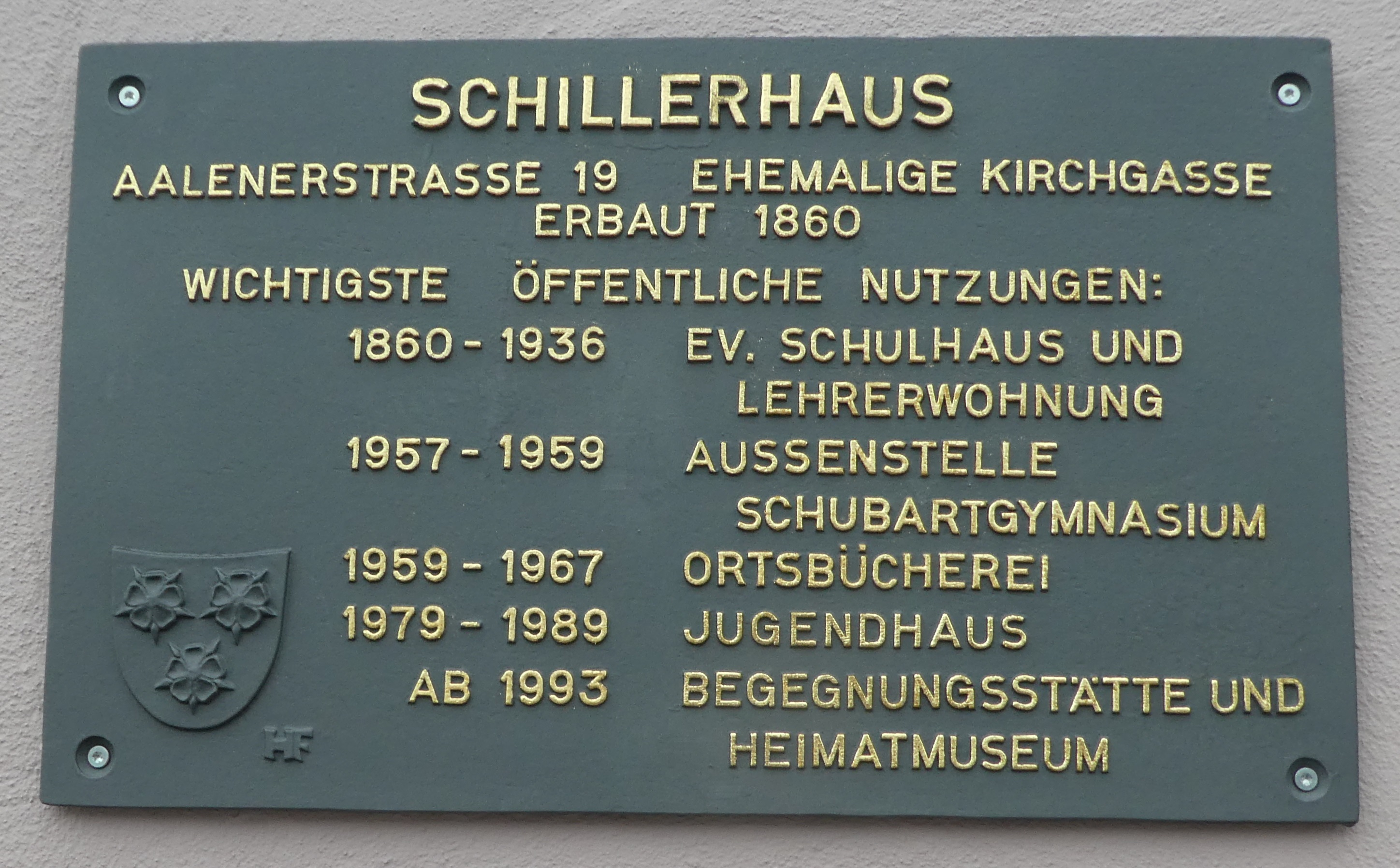
Informationstafel am Schillerhaus

Das Schillerhaus ist das Heimatmuseum von Oberkochen. Ein direkter biographischer Bezug zum Dichter Friedrich Schiller besteht nicht.

## Geschichte
Zwischen 1860 und 1936 diente das Haus als evangelisches Schulhaus und Lehrerwohngebäude. 1957 bis 1959 war es eine Außenstelle des Schubart-Gymnasiums Aalen und diente danach bis 1967 als Ortsbücherei. 1979 bis 1989 wurde es als Jugendhaus genutzt, danach stand es leer. Seit 1993 wurde das Erdgeschoss als Begegnungsstätte genutzt, im Obergeschoss wurde derweil das Heimatmuseum aufgebaut. Seit 1997 dienen Ober- und Dachgeschoss als Heimatmuseum. Seit 2016 wird das gesamte Schillerhaus als Museum genutzt. Schräg gegenüber in der Aalener Straße 10 wurde eine Sonderausstellung zur Geschichte des Heimatvereins Oberkochen e. V. eingerichtet.

## Namensgebung
Nachdem in den 1980er Jahren die Schillerstraße in Heinz-Küppenbender-Straße umbenannt worden war – eine posthume Würdigung einer führenden Carl-Zeiss-Persönlichkeit – sollte mit der Einrichtung des Heimatmuseums der Name Schiller für Oberkochen wiederbeschafft werden. 1993 stellte die CDU im Gemeinderat den Antrag, das neue Heimatmuseum Schillerhaus zu nennen, während die SPD am bisherigen Namen Haus der Begegnung festhalten wollte, die Freien Wähler waren geteilter Meinung. Von den Gegnern der neuen Bezeichnung wurde vorgebracht, dass Oberkochen und Schiller nichts miteinander zu tun hätten, da der Dichter den Ort niemals besucht habe. Die Befürworter wiesen dies zurück und argumentierten, bei der Namensgebung komme es allein darauf an, den großen schwäbischen Dichter zu würdigen. Schließlich beschloss der Gemeinderat in einer Kampfabstimmung am 19. April 2001 mit acht Ja-Stimmen gegen sechs Nein-Stimmen bei zwei Enthaltungen, das Gebäude Schillerhaus zu benennen. 1997 stellte der Heimatverein im Raum 7 des Heimatmuseums ein Modell der Jenaer Schillerkirche auf, das zeitweise als Spendenkasse zur Unterstützung der Restaurierung besagter Kirche gedient hatte. Außerdem wurde ein Original-Stahlstich von Schiller aufgehängt, um eine nachträgliche Begründung für den Namen Schillerhaus zu liefern.

## Gliederung des Museums
Das vom Heimatverein Oberkochen e. V. betreute Museum im Schillerhaus ist jeden ersten Sonntag im Monat von 13 bis 16 Uhr geöffnet.
- Raum 1 – Geologie mit Fossilien des Weißen Jura
- Raum 2 – Frühe Geschichte mit steinzeitlichen Funden und Funden im 1971 ausgegrabenen Römerkeller
- Raum 3 – Die Alamannen mit Grabbeilagen aus einem 1980 entdeckten alamannischen Gräberfeld in der Frühlingsstraße
- Raum 4 – Das Dorf ab 1337 u. a. mit einer Rekonstruktion der Schlackenwäsche am Kocherursprung und des 1989 ausgegrabenen Bilzhauses
- Raum 5 – Das Hafnerhandwerk mit Exponaten der ehemals rund dreißig Hafnerhandwerkstätten
- Raum 6 – Das Bohrmacherhandwerk mit Produkten aus der Frühzeit der Industrialisierung Oberkochens
- Raum 7 – Vom Dorf zur Stadt mit der Entwicklung im 20. Jahrhundert
- Raum 8 – Sonderausstellung
- Bühne – Geräte aus der Land- und Forstwirtschaft und eine Schuhmacherwerkstatt aus den 1950er Jahren

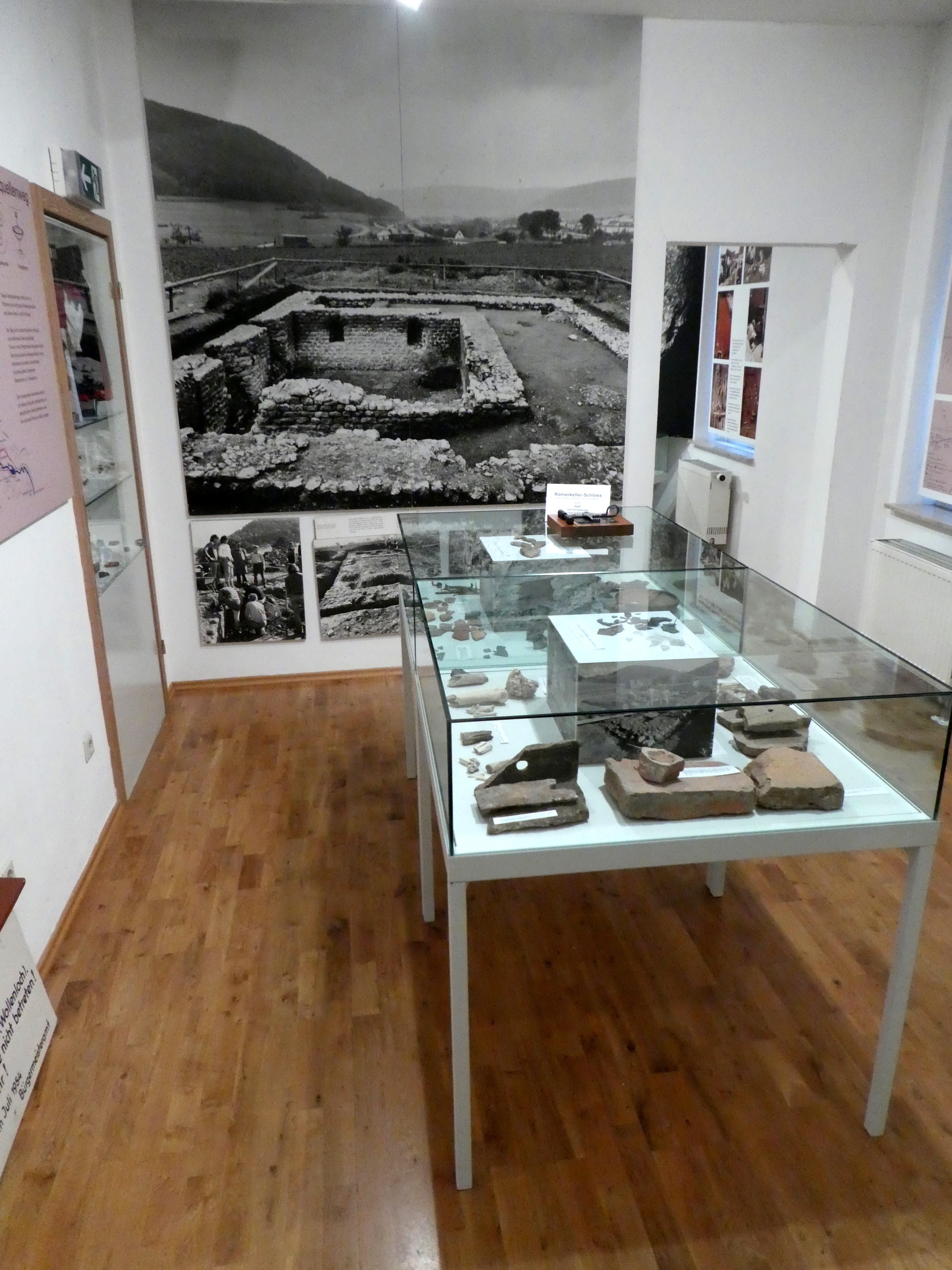
Funde im Römerkeller
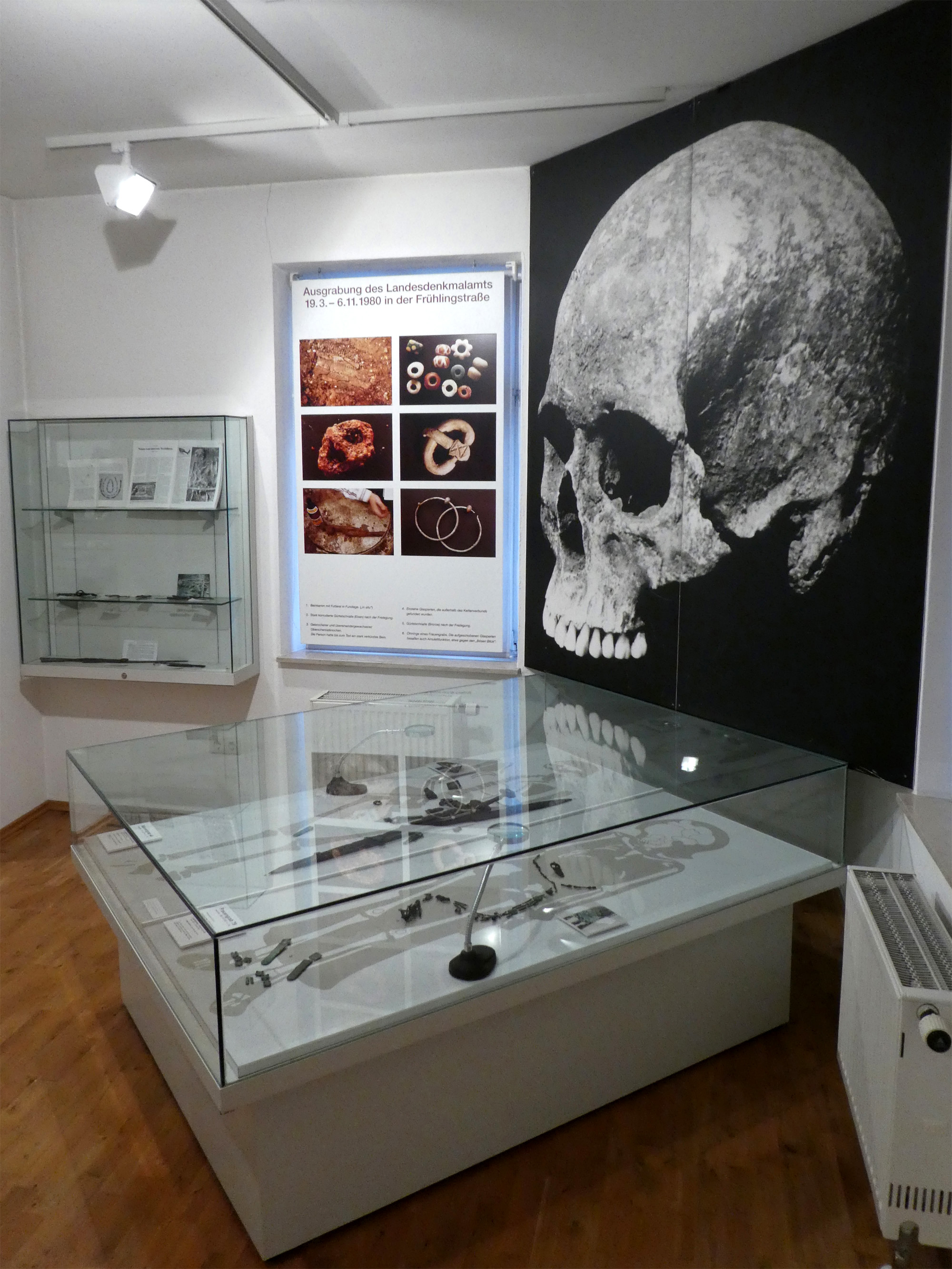
Alamannische Grabfunde
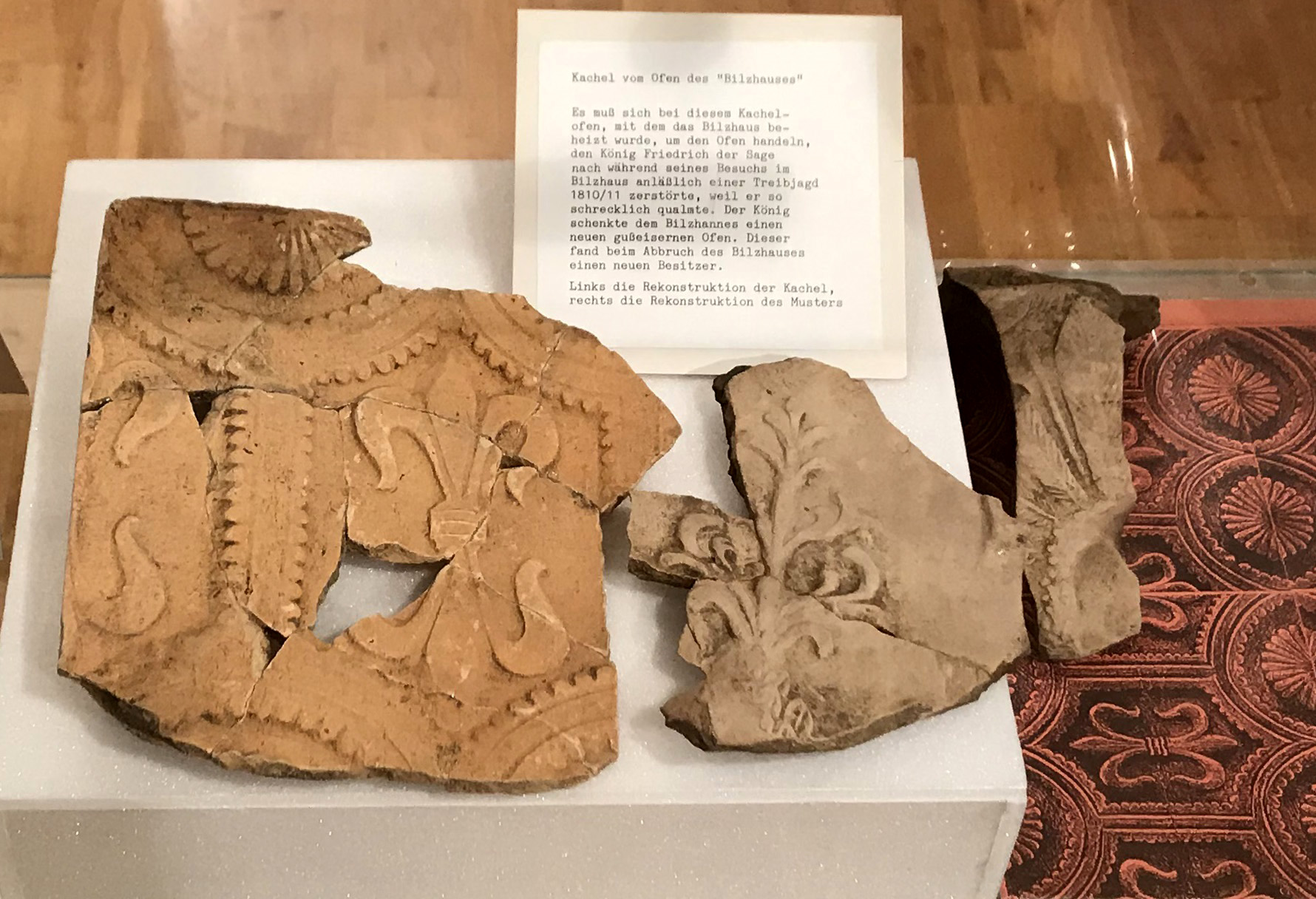
Im Bilzhaus gefundene Scherben von Ofenkacheln
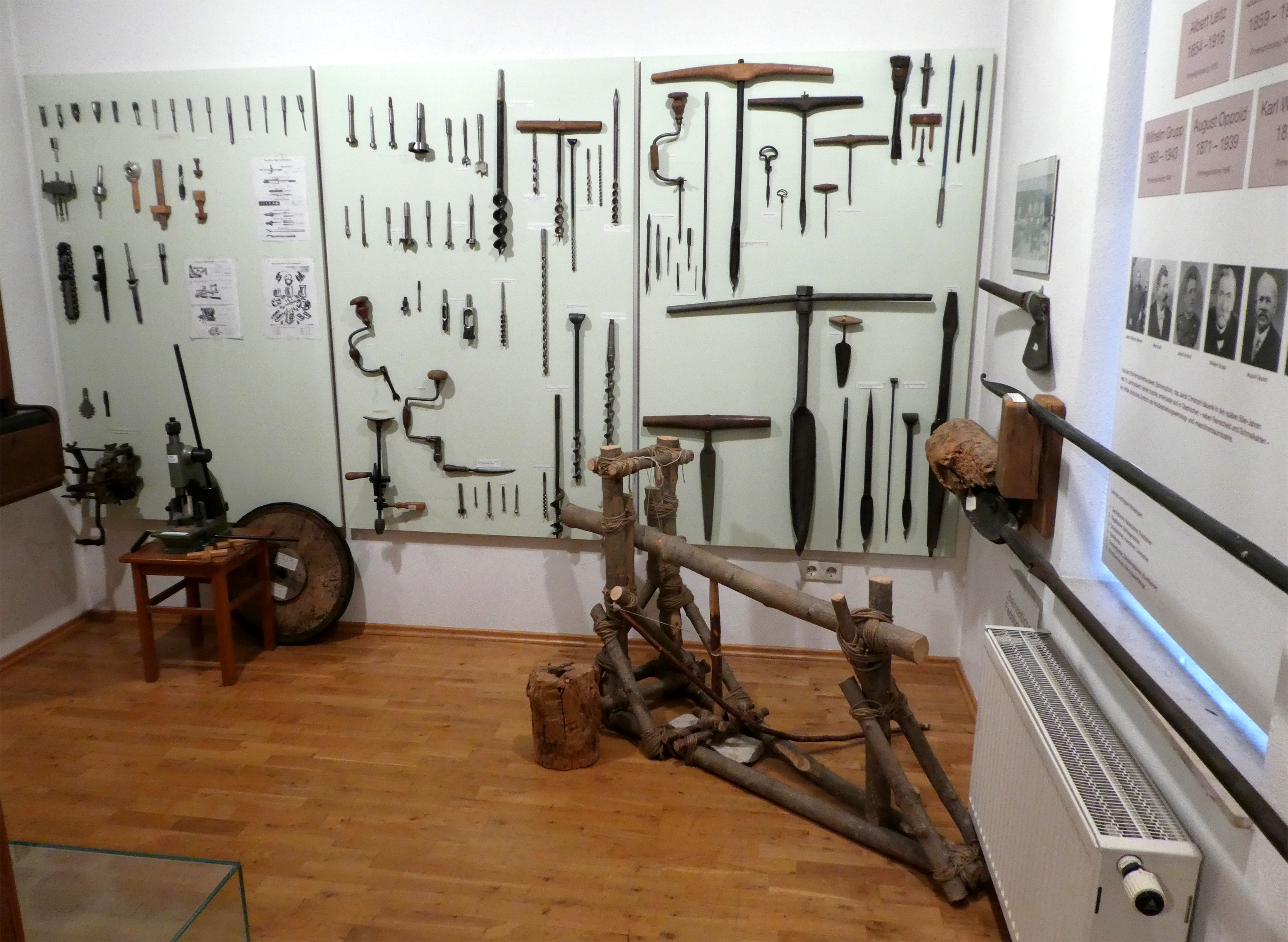
Bohrmacherhandwerk
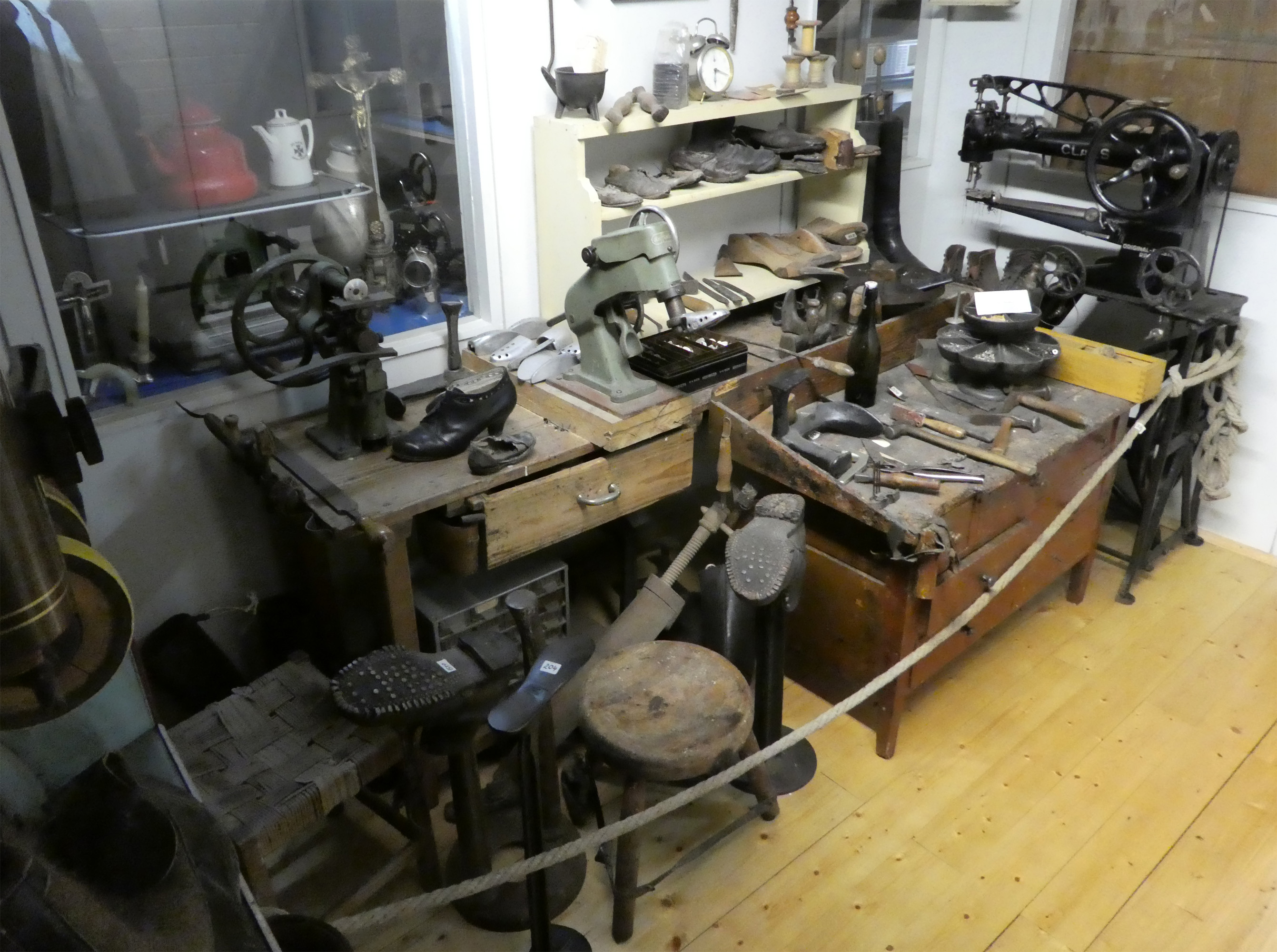
Schuhmacherwerkstatt